# Centro Universitario de Rivera (Universidad de la República)
El Centro Universitario de Rivera (CUR) es una de las sedes del Centro Universitario Regional Noreste de la Universidad de la República, ubicado en la ciudad de Rivera.

## Historia
El CUR comienza en el año 1958, con experiencias curriculares de la en aquel entonces Escuela Universitaria de Enfermería. En el año 1986 se constituye la comisión pro Casa de la Universidad, logrando en 1988, que se creara la Casa de la Universidad de Rivera. En febrero del año 2000 la Junta Departamental de Rivera declara de interés departamental todos los cursos universitarios de la Casa de la Universidad. Debido a un importante incremento de la matrícula estudiantil, en el año 2002 se crea el Centro Universitario de Rivera (CUR). 
A fines del año 2008, la Universidad adquiere dos inmuebles en la ciudad de Rivera, donde actualmente funciona la sede universitaria, y el Consejo Directivo Central (CDC) le encomendó que trabajara junto al Centro Universitario de Tacuarembó «para constituir el Centro Universitario de la Región Noreste». Finalmente, en el 2019, el CDC votó la conformación del Cenur Noreste. El nuevo Cenur comprende al Campus Interinstitucional de Tacuarembó, el Campus Educativo de Rivera, y la casa de Melo, en Cerro Largo. 
Actualmente en la zona del Cenur Noreste cuenta con licenciaturas, tecnicaturas e ingenierías. Hay un plantel docente en su mayoría radicados en la región.

## Oferta académica

### Carreras completas
| Carrera                                                           | Facultad                                                                               |
| ----------------------------------------------------------------- | -------------------------------------------------------------------------------------- |
| Tecnólogo en Madera                                               | Facultades de Agronomía e Ingeniería y UTU                                             |
| Técnico en Gestión de Recursos Naturales y Desarrollo Sustentable | Facultad de Ciencias                                                                   |
| Licenciatura en Recursos Naturales                                | Facultad de Ciencias                                                                   |
| Auxiliar de Enfermería                                            | Facultad de Enfermería                                                                 |
| Licenciatura en Enfermería                                        | Facultad de Enfermería                                                                 |
| Higienista en Odontología                                         | Facultad de Odontología                                                                |
| Asistente en Odontología                                          | Facultad de Odontología                                                                |
| Licenciatura en Biología Humana                                   | Facultades de Ciencias, Medicina, Odontología y Humanidades y Ciencias de la Educación |
| Tecnicatura en Deportes opción Actividades Acuáticas              | Instituto Superior de Educación Física                                                 |
| Tecnicatura en Deportes opción Fútbol                             | Instituto Superior de Educación Física                                                 |

### Tramos de carreras
| Carrera                      | Facultad                                   |
| ---------------------------- | ------------------------------------------ |
| Volumen Escultórico          | Instituto Escuela Nacional de Bellas Artes |
| Diseño Preindustrial         | Instituto Escuela Nacional de Bellas Artes |
| Practicantado en Veterinaria | Facultad de Veterinaria                    |